# Swartzia
Genre
Classification phylogénétique
Synonymes
- Fairchildia Britton & Rose
- Possira Aubl.
- Rittera Schreb.
- Riveria Kunth
- Tounatea Aubl.[1]

Swartzia est un genre de plantes à fleurs de la famille des Fabaceae de la sous-famille des Faboideae (Légumineuses) comprenant plus de 180 espèces d'arbres tropicaux. Certains fournissent des bois précieux. 
L'espèce type est Swartzia alata Willd. (dont le nom correct est Swartzia guianensis (Aubl.) Urb.).
Bobgunnia fistuloides (Harms) J.H. Kirkbr. & Wiersema (anciennement Swartzia fistuloides Harms) correspond au Pau-rosa d'Afrique de l'Ouest

## Liste des espèces
Selon World Flora Online (WFO) (20 déc. 2021) :
- Swartzia acreana Cowan
- Swartzia acuminata Willd. ex Vogel
- Swartzia acutifolia Vogel
- Swartzia alato-sericea Barneby
- Swartzia alternifoliolata Mansano
- Swartzia amazonica S.Moore
- Swartzia amplifolia Harms
- Swartzia amshoffiana Cowan
- Swartzia angustifoliola Schery
- Swartzia anomala Cowan
- Swartzia apetala Raddi
- Swartzia apiculata Cowan
- Swartzia aptera DC.
- Swartzia arborescens (Aubl.) Pittier
- Swartzia argentea Benth.
- Swartzia aureosericea Cowan
- Swartzia auriculata Poepp.
- Swartzia aymardii Barneby
- Swartzia bahiensis Cowan
- Swartzia bannia Sandwith
- Swartzia barnebyana Cuello
- Swartzia benthamiana Miq.
- Swartzia bombycina Cowan
- Swartzia brachyrachis Harms
- Swartzia buntingii Cowan
- Swartzia cabrerae Cowan
- Swartzia calva Cowan
- Swartzia canescens Torke
- Swartzia capixabensis Mansano
- Swartzia cardiosperma Benth.
- Swartzia caribaea Griseb.
- Swartzia caudata Cowan
- Swartzia colombiana (R.S. Cowan) Torke
- Swartzia conferta Benth.
- Swartzia coriaceifolia Torke
- Swartzia corrugata Benth.
- Swartzia costaricensis (Britton) N. Zamora
- Swartzia costata (Rusby) Cowan
- Swartzia cowanii Steyerm.
- Swartzia cubensis (Britton & Wilson) Standl.
- Swartzia cupavenensis Cowan
- Swartzia curranii Cowan
- Swartzia cuspidata Benth.
- Swartzia davisii Sandwith
- Swartzia dipetala Vogel
- Swartzia discocarpa Ducke
- Swartzia dolichopoda Cowan
- Swartzia duckei Huber
- Swartzia emarginata (Ducke) Torke
- Swartzia eriocarpa Benth.
- Swartzia fanshawei Cowan
- Swartzia fasciata Rizzini & A. Mattos
- Swartzia fimbriata Ducke
- Swartzia flaemingii Raddi
- Swartzia floribunda Benth.
- Swartzia foliolosa Cowan
- Swartzia fraterna Cowan
- Swartzia froesii Cowan
- Swartzia gigantea Cowan
- Swartzia glabrata (R.S. Cowan) Torke
- Swartzia glazioviana (Taub.) Glaz.
- Swartzia gracilis Pipoly & A. Rudas Lleras
- Swartzia grandifolia Benth.
- Swartzia grazielana Rizzini
- Swartzia guatemalensis (Donn.Sm.) Pittier
- Swartzia guianensis (Aubl.) Urb.
- Swartzia guttata (D. Don) Standl.
- Swartzia haughtii Cowan
- Swartzia hondurensis (Britton) Dugand
- Swartzia hostmannii Benth.
- Swartzia huallagae D.R.Simpson
- Swartzia humboldtiana Cuello
- Swartzia ingaefolia Ducke
- Swartzia ingens Barneby
- Swartzia ingifolia Ducke
- Swartzia iniridensis Cowan
- Swartzia invenusta Barneby
- Swartzia jenmanii Sandwith
- Swartzia jimenezii Cowan
- Swartzia jororii Harms
- Swartzia juruana Torke
- Swartzia kaieteurensis (R.S. Cowan) Torke
- Swartzia katawa Cowan
- Swartzia klugii (R.S. Cowan) Torke
- Swartzia krukovii Cowan
- Swartzia laevicarpa Amshoff
- Swartzia lamellata Ducke
- Swartzia langsdorffii Raddi
- Swartzia latifolia Benth.
- Swartzia laurifolia Benth.
- Swartzia laxiflora Benth.
- Swartzia leblondii Cowan
- Swartzia leiocalycina Benth.
- Swartzia leiogyne (Sandwith) Cowan
- Swartzia leptopetala Benth.
- Swartzia littlei Cowan
- Swartzia longicarpa Amshoff
- Swartzia longipedicellata Sandwith
- Swartzia longistipitata Ducke
- Swartzia lucida Cowan
- Swartzia macrocarpa Benth.
- Swartzia macrophylla Vogel
- Swartzia macrosema Harms
- Swartzia macrostachya Benth.
- Swartzia magdalenae Britton & Killip
- Swartzia maguirei Cowan
- Swartzia manausensis Torke
- Swartzia mangabalensis Cowan
- Swartzia maquenqueana N. Zamora & D. Solano
- Swartzia martii Benth.
- Swartzia mayana Lundell
- Swartzia mexicana M. Sousa & R. Grether
- Swartzia micrantha Cowan
- Swartzia microcarpa Benth.
- Swartzia monachiana Cowan
- Swartzia mucronifera Cowan
- Swartzia multijuga Vogel
- Swartzia myrtifolia Sm.
- Swartzia nuda Schery
- Swartzia oblanceolata Sandwith
- Swartzia oblata Cowan
- Swartzia oblonga Benth.
- Swartzia obscura Huber
- Swartzia oedipus Barneby
- Swartzia oraria Cowan
- Swartzia oriximinaensis Cowan
- Swartzia pachyphylla Harms
- Swartzia palustris Barneby
- Swartzia panacoco (Aubl.) Cowan
- Swartzia panamensis Benth.
- Swartzia parvifolia Schery
- Swartzia parvipetala (R.S. Cowan) Mansano
- Swartzia pendula Benth.
- Swartzia peremarginata Cowan
- Swartzia pernitida Cowan
- Swartzia peruviana (R.S. Cowan) Torke
- Swartzia phaneroptera Standl.
- Swartzia piarensis Cowan
- Swartzia pickelii Ducke
- Swartzia picramnioides Standl. & L.O. Williams ex Torke & N. Zamora
- Swartzia picta Benth.
- Swartzia pilulifera Benth.
- Swartzia pinheiroana Cowan
- Swartzia pinnata (Vahl) Willd.
- Swartzia pittieri Schery
- Swartzia polita (R.S. Cowan) Torke
- Swartzia polyphylla DC.
- Swartzia prolata Cowan
- Swartzia racemosa Benth.
- Swartzia recurva Poepp.
- Swartzia rediviva Cowan
- Swartzia remiger Amshoff
- Swartzia reticulata Ducke
- Swartzia riedelii Cowan
- Swartzia robiniifolia Vogel
- Swartzia roraimae Sandwith
- Swartzia rosea Mart. ex Benth.
- Swartzia santanderensis Cowan
- Swartzia schomburgkii Benth.
- Swartzia schultesii Cowan
- Swartzia schunkei Cowan
- Swartzia sericea Vogel
- Swartzia simplex (Sw.) Spreng.
- Swartzia sprucei Benth.
- Swartzia steyermarkii Cowan
- Swartzia stipellata Cowan
- Swartzia submarginata (Benth.) Mansano
- Swartzia sumorum A.R.Molina
- Swartzia tessmannii Harms
- Swartzia tillettii Cowan
- Swartzia tomentifera (Ducke) Ducke
- Swartzia tomentosa DC.
- Swartzia trianae Benth.
- Swartzia trinitensis Urb.
- Swartzia triptera Barneby
- Swartzia ulei Harms
- Swartzia vaupesiana Cowan
- Swartzia velutina Benth.
- Swartzia wurdackii Cowan
- Swartzia xanthopetala Sandwith
- Swartzia zeledonensis Torke & N. Zamora